# 熊淑兰
熊淑兰（1931年—），南京人，南京大屠杀幸存者。

## 生平
熊淑兰家住南京棉花堤80号，南京大屠杀发生时，她只有7岁。父母挑着被子和锅连夜逃出城，借住在江心洲一户老乡家里。就在逃出后没几天，原来的房子被日军烧掉了。日军穷凶极恶，熊淑兰在逃难途中，亲眼看见日军用刺刀戳死了一个尚在襁褓中的幼童，日军戳死幼童之后尚不满足，还把死去幼童的尸体挑起来玩耍，后抛尸到长江中。熊淑兰于1949年结婚，与丈夫育有5个子女，晚年家庭美满，生活幸福。

## 家庭
- 母亲：为躲避日军不小心摔了一跤导致流产，后郁郁而终。
- 大伯：留下来守家，被冲入房屋的日军打死。
- 大妈：遭日军轮奸。[1]